# 공성계
공성계(空城計)는 “성을 비운다”는 뜻으로, 삼십육계 중 제32계이다.
굳이 자신의 거점을 노출시킴으로써 적의 경계심을 초래하는 계략이다. 적들에게 간파당하면 오히려 전멸당할 위험이 있다. 심리전의 일종이다.
야전에서 적에게 패한 경우는 이미 적군이 압도적으로 우세한 상황인 것이 많다. 그 상태에서 성과 같은 거점으로 도망쳐 봤자 보급선이 끊기면 항복하는 수밖에 없다. 아군이 압도적으로 수가 적은 경우, 적군이 공성전에 돌입하는 것을 방지하기 위해 적장이 아군의 전투력을 착각하게 해야 한다. 예컨대 적군에게 성문을 스스로 열어 보이면 우수하고 신중한 지휘관일수록 반대로 경계한다.

## 사례
한중 공방전 당시 촉나라 장군 조운이 공성계를 사용해 조조의 군대를 철수시킨 것이 기록상 나타나는 최초의 사례이다. 《삼국지연의》에서는 제갈량이 사마의를 상대로 시전하기도 하는데, 이는 소설적 허구이다.
당나라 때 토번이 하서를 침공하여 과주를 함락시켰다. 과주자사 장수규가 성을 재건하려고 할 때 또다시 공격을 받았다. 성 안에 방어 준비는 거의 되어 있지 않았고, 모두들 투지를 잃은 상태였다. 장수규는 성 위에 장사와 연석을 마련했다. 토번군은 성 안에 준비된 것이 있는 게 아닐까 의심하여 감히 공격하지 않고 떠났다.
일본 센고쿠 시대 때 도쿠가와 이에야스가 1573년 미카타가하라 전투에서 다케다 신겐이 이끄는 군단에게 대패하고 괴멸 상태에서 하마마츠 성으로 도망갔다. 다케다 군이 이를 추격했는데 이에야스는 성문을 열고 안팎에 화톳불을 지핀 뒤 북을 두들겼다. 그러자 경계한 다케다 군은 군사를 물렸고 하마마츠 성은 함락을 면했다.